# Petru Ciobanu
Petru Ciobanu (* 16. Juli 1993 in Chișinău) ist ein moldauischer Boxer im Halbschwergewicht.

## Karriere
Petru Ciobanu wurde 2012, 2013, 2014 und 2016 moldauischer Meister im Halbschwergewicht und gewann in dieser Gewichtsklasse auch eine Bronzemedaille bei den Europameisterschaften 2013 in Minsk; Nach Siegen gegen Nikolajs Grišuņins, Vladimir Milevskij und Simone Fiori, war er im Halbfinale gegen Peter Müllenberg ausgeschieden. Zudem war er Silbermedaillengewinner im Halbschwergewicht bei den U22-Europameisterschaften 2012 in Kaliningrad. Er war dabei erst im Finalkampf gegen Dmitri Biwol unterlegen, nachdem er zuvor Igor Teziev, Vatan Huseynli und Nikita Versockis besiegt hatte. 
In der Saison 2013/14 boxte er für das Team Mexico Guerreros in der World Series of Boxing und nahm an den Weltmeisterschaften 2013 in Almaty teil. Zudem war er Teilnehmer der EU-Meisterschaften 2014 in Sofia und der Europaspiele 2015 in Baku.
Beim World Olympic Qualifier 2016 in Venezuela schlug er Dilbag Singh und verlor gegen Juan Carrillo, womit er sich nicht für die Olympischen Spiele 2016 qualifizieren konnte.
Im Oktober 2015 bestritt er seinen ersten Profikampf.